# 維爾頓灣
60°46′S 44°45′W / 60.767°S 44.750°W
維爾頓灣是南極洲的海灣，位於南奧克尼群島的勞里島西南部，該海灣在1903年由蘇格蘭的探險隊繪入地圖，以隨隊的動物學家命名。